# SS Explorer
Pour les articles homonymes, voir Explorer.
Le SS Explorer est l'un des derniers chalutiers à vapeur survivants  enregistré à  Leith  dans de port d'Édimbourg en Écosse.
Ce bâtiment est inscrit au registre du National Historic Ships  depuis 1996.

## Histoire
Le FRS Explorer a été lancé le 21 juin 1955 par Lady Rachel Stuart, épouse du secrétaire d'État de l'Écosse. Il a été construit par le chantier Alexander Hall and Sons (en) d'Aberdeen, pour le Département écossais, en remplacement d'un navire du même nom construit en 1917. Le navire de recherche halieutique est entré en service en 1956 et a été exploité par le Fisheries Research Services d'Aberdeen. Le rôle du FRS Explorer était d'étudier l'élevage des poissons et les aires d'alimentation de manière à établir les niveaux de pêche et les types d'espèces pour le marché britannique, ainsi que les effets de la pollution et les maladies pouvant nuire aux captures. Sa coque renforcée lui a permis de servir dans les eaux de l'Arctique au large du Groenland et de l'Islande, dans la mer de Barents et la mer Blanche au nord de la Russie.
D'un point de vue technologique, le navire représentait le summum de la technologie du moteur à vapeur à triple expansion, et le meilleur de la construction moderne navale écossaise. Explorer a été construit en utilisant l'acier riveté pour une classification de navigation dans la glace, avec une superstructure en aluminium. Bien que son moteur principal était d'une conception éprouvée, un système hybride diesel-électrique a aussi été installé pour alimenter ses auxiliaires. Il fut aussi doté d'un des tout premiers ordinateurs de bord pour un navire de son genre, quelque chose maintenant de très usuel comme le diesel-électrique.
En 1984, Explorer devint hors service et il a été vendu pour son démantèlement. Le Aberdeen Maritime Museum a visité le navire à acheter le moteur en vue de son exposition au musée en raison de son importance historique comme celui-ci avait été le dernier construit à Aberdeen. Impressionné par l'intégralité du chalutier qu'il a été acheté complet et remorqué jusqu'au Cromarty Firth pour qu'il devienne une attraction du patrimoine flottant. Dix ans s'écoulèrent sans que le musée puisse être en mesure d'en assurer l'entretien, et la décision fut prise de le vendre à la ferraille. Cela a provoqué un tollé général et la formation de la SS Explorer Preservation Society le sauver de la destruction et d'envisager sa restauration.
Grâce aux dons de bienfaisance et à une collecte de fonds, la société a pu acheter le navire encore presque intact. Les premiers travaux de préservation ont commencé alors que le navire était encore amarré au Cromarty Firth. En 1996, à la suite d'un paiement d'assurance après une collision entre le SS Explorer et un navire-pétrolier de support offshore, a rapatrié le navire à Leith pour terminer les travaux.